# Кірсаново (Пономарьовський район)
Кірса́ново (рос. Кирсаново) — село у складі Пономарьовського району Оренбурзької області, Росія.

## Населення
Населення — 154 особи (2010; 227 у 2002).
Національний склад (станом на 2002 рік):
- росіяни — 95 %